# Élections à Pressigny-les-Pins
Cette page recense les résultats de l'ensemble des votes, élections et référendums ayant eu lieu dans la commune de Pressigny-les-Pins (Loiret) depuis 2000.

## Tendances et résultats politiques
L’analyse des derniers résultats électoraux de Pressigny-les-Pins montrent une tendance au vote à droite des électeurs de la commune avec des victoires systématiques des candidats de l'UMP ou divers droite aux élections majeures.

### Élections présidentielles, résultats des deuxièmes tours
- Élection présidentielle de 2002[1] : 76,96 % pour Jacques Chirac (RPR), 23,04 % pour Jean-Marie Le Pen (FN), 80,28 % de participation.

- Élection présidentielle de 2007[2] : 72,80 % pour Nicolas Sarkozy (UMP), 27,20 % pour Ségolène Royal (PS), 82,09 % de participation.

- Élection présidentielle de 2012[3] : 35,63 % pour François Hollande (PS), 64,37 % pour Nicolas Sarkozy (UMP), 83,48 % de participation.

#### 2017
Le premier tour de l'élection présidentielle de 2017 voit s'affronter onze candidats. Emmanuel Macron arrive en tête devant Marine Le Pen et tous deux se qualifient pour le second tour. Néanmoins, avec François Fillon et Jean-Luc Mélenchon, les scores des quatre candidats ayant recueilli le plus de voix sont serrés (4,43 points entre le 1er et le 4e). Pour la première fois, aucun des candidats des deux partis politiques pourvoyeurs jusque-là des présidents de la Ve République, n'est présent au second tour. Celui-ci se tient le dimanche 7 mai et se solde par la victoire d'Emmanuel Macron, avec un total de 20 753 798 bulletins de vote en sa faveur, soit 66,10 % des suffrages exprimés, face à la candidate du Front national, qui recueille 33,90 %. Le scrutin est néanmoins marqué par une forte abstention et par un record de votes blancs ou nuls. 
À Pressigny-les-Pins, Marine Le Pen arrive en tête du premier tour avec 38,67 % des exprimés, suivie de François Fillon avec 20,31 %, Emmanuel Macron avec 13,67 %, Jean-Luc Mélenchon avec 10,16 % et Nicolas Dupont-Aignan avec 9,38 %. Au second tour, les électeurs ont voté à 60 % pour Marine Le Pen contre 40 % pour Emmanuel Macron avec un taux d’abstention de 29,12 % des inscrits.
|                                     | Parti | Nom                   | Premier tour | Premier tour | Premier tour | Second tour | Second tour | Second tour |
| Voix                                | Parti | Nom                   | %            | %            | Voix         | %           | %           |             |
| Voix                                | Parti | Nom                   | Inscrits     | Exprimés     | Voix         | Inscrits    | Exprimés    |             |
| ----------------------------------- | ----- | --------------------- | ------------ | ------------ | ------------ | ----------- | ----------- | ----------- |
|                                     | FN    | Marine Le Pen         | 99           | 29,12 %      | 38,67 %      | 129         | 37,94 %     | 60 %        |
|                                     | LR    | François Fillon       | 52           | 15,29 %      | 20,31 %      |             |             |             |
|                                     | EM    | Emmanuel Macron       | 35           | 10,29 %      | 13,67 %      | 86          | 25,29 %     | 40 %        |
|                                     | LFi   | Jean-Luc Mélenchon    | 26           | 7,65 %       | 10,16 %      |             |             |             |
|                                     | DlF   | Nicolas Dupont-Aignan | 24           | 7,06 %       | 9,38 %       |             |             |             |
|                                     | PS    | Benoît Hamon          | 10           | 2,94 %       | 3,91 %       |             |             |             |
|                                     | NPA   | Philippe Poutou       | 4            | 1,18 %       | 1,56 %       |             |             |             |
|                                     | RES   | Jean Lassalle         | 3            | 0,88 %       | 1,17 %       |             |             |             |
|                                     | LO    | Nathalie Arthaud      | 2            | 0,59 %       | 0,78 %       |             |             |             |
|                                     | UPR   | François Asselineau   | 1            | 0,29 %       | 0,39 %       |             |             |             |
|                                     | SeP   | Jacques Cheminade     | 0            | 0 %          | 0 %          |             |             |             |
|                                     |       |                       |              |              |              |             |             |             |
|                                     |       |                       | Nombre       | % inscrits   | % votants    | Nombre      | % inscrits  | % votants   |
| Inscrits (votants + abstentions)    | 340   |                       |              | 340          |              |             |             |             |
| Abstentions                         | 78    | 22,94 %               |              | 99           | 29,12 %      |             |             |             |
| Votants (exprimés + blancs ou nuls) | 262   | 77,06 %               |              | 241          | 70,88 %      |             |             |             |
| Blancs ou nuls                      | 6     | 1,77 %                | 2,29 %       | 26           | 7,64 %       | 10,79 %     |             |             |
| Exprimés                            | 256   | 75,29 %               | 97,71 %      | 215          | 63,24 %      | 89,21 %     |             |             |

### Élections législatives, résultats des deuxièmes tours
- Élections législatives de 2002[6] : 71,10 % pour Jean-Pierre Door (UMP), 28,90 % pour Liliane Berthelier (PS), 63,51 % de participation.

- Élections législatives de 2007[7] :  55,61 % pour Jean-Pierre Door (UMP) (élu au premier tour), 15,82 % pour François Bonneau (PS), 61,14 % de participation.

- Élections législatives de 2012[8] : 70,19 % pour Jean-Pierre Door (UMP), 29,81 % pour Jalila Gaboret (SOC), 50,89 % de participation.

### Élections régionales, résultats des deux meilleurs scores
- Élections régionales de 2004[9] : 45,24 % pour Serge Vinçon (Liste LDR), 30,95 % pour Michel Sapin (Liste LGA), 59,93 % de participation.

- Élections régionales de 2010[10] : 35,46 % pour Hervé Novelli (Liste LMAJ), 28,37 % pour Philippe Loiseau (Liste LFN), 43,90 % de participation.

### Élections cantonales, résultats des deuxièmes tours
- Élections cantonales de 2001 : données manquantes.
- Élections cantonales de 2008[11] : 25,25 % pour Alain Grandpierre (UMP), 74,75 % pour Brieuc Nicolas (DVD), 61,31 % de participation.

### Élections municipales
- Élections municipales de 2001 : données manquantes.

- Élections municipales de 2008 : 175 voix pour Valérie Bizot, 170 voix pour Emmanuel Laurenco, 166 voix pour Mireille Feuillas, 165 voix pour Eric Blanchet, 164 voix pour Sylvie Frot, 162 voix pour voix Cécile Amsellem, 156 voix pour Alain Deprun, 152 voix pour Jean-Paul Raigneau, 151 voix pour Brieuc Nicolas, 142 voix pour Raymonde Schilling, 136 voix pour Maurice Ovyn[12].

- Élections municipales de 2014 : 188 voix pour Brigitte Lefebvre, 187 voix pour Frédéric Picard, 187 voix pour Mickael Lerou, 185 voix pour Alain Deprun, 185 voix pour Patrick Brille, 184 voix pour Bruno Mazepa, 182 voix pour Jackie Bedu, 179 voix pour Valérie Bizot, 177 voix pour Justyna Susanne, 177 voix pour Jean-Paul Raigneau, 176 voix pour Teddy Roddriguez ;  70,32 % de participation[13].